# 埃尔奥尔尼略
埃尔奥尔尼略，是西班牙卡斯蒂利亚-莱昂阿维拉省的一个市镇。 总面积24km2, 总人口391人（2001年），人口密度16人/km2。